# Commissura anterior
De commissura anterior is een bundel zenuwvezels in de grote hersenen die beide grotehersenhelften met elkaar verbindt. De commissura anterior kruist de middenlijn voor de derde ventrikel.
De commissura anterior bestaat uit een voorste deel, pars anterior, en een achterste deel, pars posterior. De pars anterior commissurae anterioris loopt naar de substantia perforata anterior waar zij zich voegt bij de tractus olfactorius. De pars posterior commissurae anterioris loopt naar het voorste deel van de temporale kwab, de hippocampus en de amygdala.